# Frömmigkeit

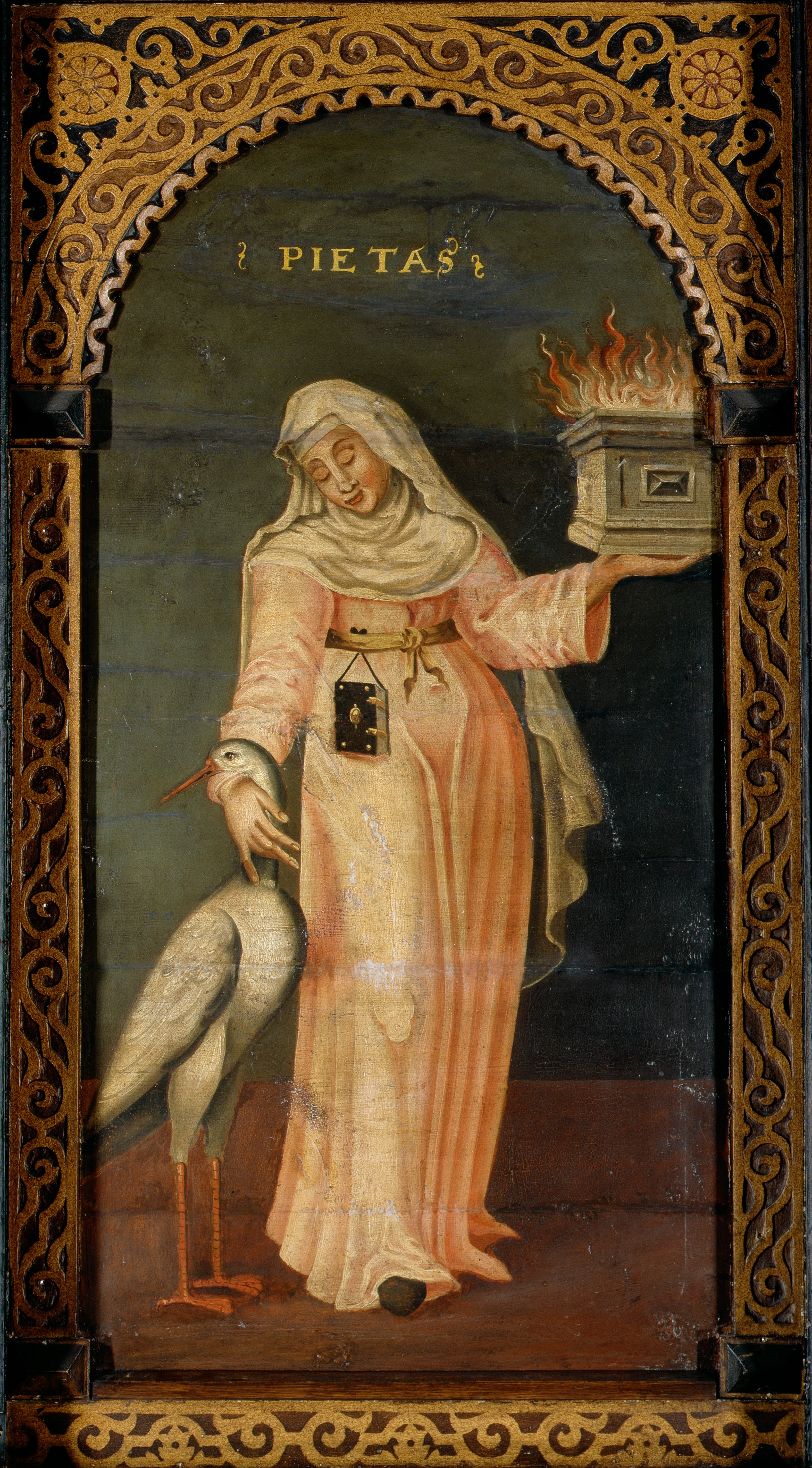
Allegorische Darstellung der Frömmigkeit im Kreis der christlichen Tugenden

Frömmigkeit (lateinisch pietas) bezeichnet eine tief in einem Glauben wurzelnde Haltung, die sich in einer darauf ausgerichteten Lebensgestaltung im Sinne der Lehren und Kulte der entsprechenden Religion äußert. Im Christentum werden die Begriffe Frömmigkeit und Spiritualität teils als Synonyme gebraucht. Der Begriff wird oft auch mit Gottesfurcht gleichgesetzt. 
Wo es sich um eine im Volk verwurzelte Frömmigkeit handelt, spricht man von Volksfrömmigkeit; wo sie nur vorgegeben, übertrieben oder von eigenen Vorstellungen abweichend erscheint, spricht man pejorativ auch von „Frömmelei“, „Scheinheiligkeit“ oder Bigotterie.

## Wortbedeutung
Das seit dem 8. Jahrhundert bezeugte Wort ist von dem althochdeutschen Substantiv fruma, froma („Nutzen, Vorteil“; mittelhochdeutsch vrum, vrom) abgeleitet. Das Adjektiv hatte zunächst die Bedeutung „nützlich“, später auch „tüchtig“ und „rechtschaffen“. Im 16. Jahrhundert wurde es noch auf Tiere und Sachen bezogen.
„Das althochdeutsche-gotische <frum> beinhaltet ein ethisches Verhaltensmoment […] in der römischen pietas […] als der Ehrfurcht vor und dem Gehorsam gegenüber den Ordnungen des Lebens.“ Diese Bedeutung hielt sich bis ins 16. Jahrhundert. Noch Martin Luther benutzte das Wort in diesem Sinne. Wenn er „fromm“ im heutigen Sinn meinte, verwendete er das Wort „gottselig“.
Die ursprüngliche Wortbedeutung hat sich auch in Wörtern wie „frommen“, was so viel wie „nützen, helfen“ bedeutet, erhalten und in Formulierungen wie fromme Hände, frommer Knecht oder frommes Tier, wo es „gut, nützlich oder ehrlich“ sowie „sanft, leicht lenkbar, gehorsam“ bedeutet (vgl. den Ausdruck: „lammfromm“). Johann Wolfgang von Goethe hingegen verwendete ‚Frömmigkeit’ im Sinne von ‚rechtschaffen’ und als ‚wohlgemeint, aber unerfüllbar’.
Ab dem 17. Jahrhundert wurde Frömmigkeit hauptsächlich im Zusammenhang der Ehrfurcht vor dem Göttlichen gebraucht, zunächst stark auf Pietisten bezogen, bei Immanuel Kant positiv im Sinne eines leitenden Grundsatzes „von oben“ wie auch negativ im Sinne „einer knechtischen Gemütsart“.  Die Variationsbreite reicht generell von einerseits mystisch-kontemplativen Formen, auch weltabgewandter Innerlichkeit und andererseits „transzendental gebundener geistlich-religiöser Weltverantwortung bis hin zur immanent-religionslosen Welt-Frömmigkeit des atheistisch-sozialistischen Humanismus.“

## Frömmigkeit – Religiosität – Spiritualität
Während Religiosität in erster Linie Ehrfurcht vor der Ordnung und Vielfalt in der Welt und die Empfindung einer transzendenten Wirklichkeit bedeutet, beinhaltet Frömmigkeit zudem die bewusste Hinwendung zum Glauben und dessen aktive Praktizierung.
Abgeleitet aus der historischen Verwendung wird der Begriff der Spiritualität zuweilen noch synonym verwendet. Heute ist damit jedoch zumeist eine Hinwendung zum Transzendenten ohne notwendigen Bezug zu einer bestimmten Religion gemeint.

## Antike Philosophie und Kultur
Siehe die Tugenden bei Aischylos und Sokrates mit Frömmigkeit (εὐσέβεια, eusébeia), welche Platons Ideenlehre zum ‚Guten’ mit Klugheit (φρόνησις, phrónesis) und Weisheit (σοφία, sophía) systematisch ersetzt. Siehe auch Epikurs Haltung mit einer „materialistischen“ Verehrung der „Götter“ der Welt.
Im Alten Rom verstand man unter pietas grundsätzlich ein ehrendes, respektvolles Verhalten, das die Hierarchien achtete. Pietas konnte also sowohl Gehorsam und Ehrfurcht gegenüber den Göttern bzw. (in der christlichen Spätantike) gegenüber Gott bezeichnen, als auch Respekt und Achtung gegenüber sozial höhergestellten Menschen. Insbesondere die Ehrfurcht gegenüber dem Vater bzw. der väterlichen Gewalt galt den Römern als zentrale Tugend. Erst in der lateinischen Literatur des Mittelalters wurde pietas weitgehend auf die religiöse Bedeutung eingeschränkt. Die Pietas wurde gelegentlich auch auf Rückseiten von Münzen der römischen Kaiserzeit geprägt.

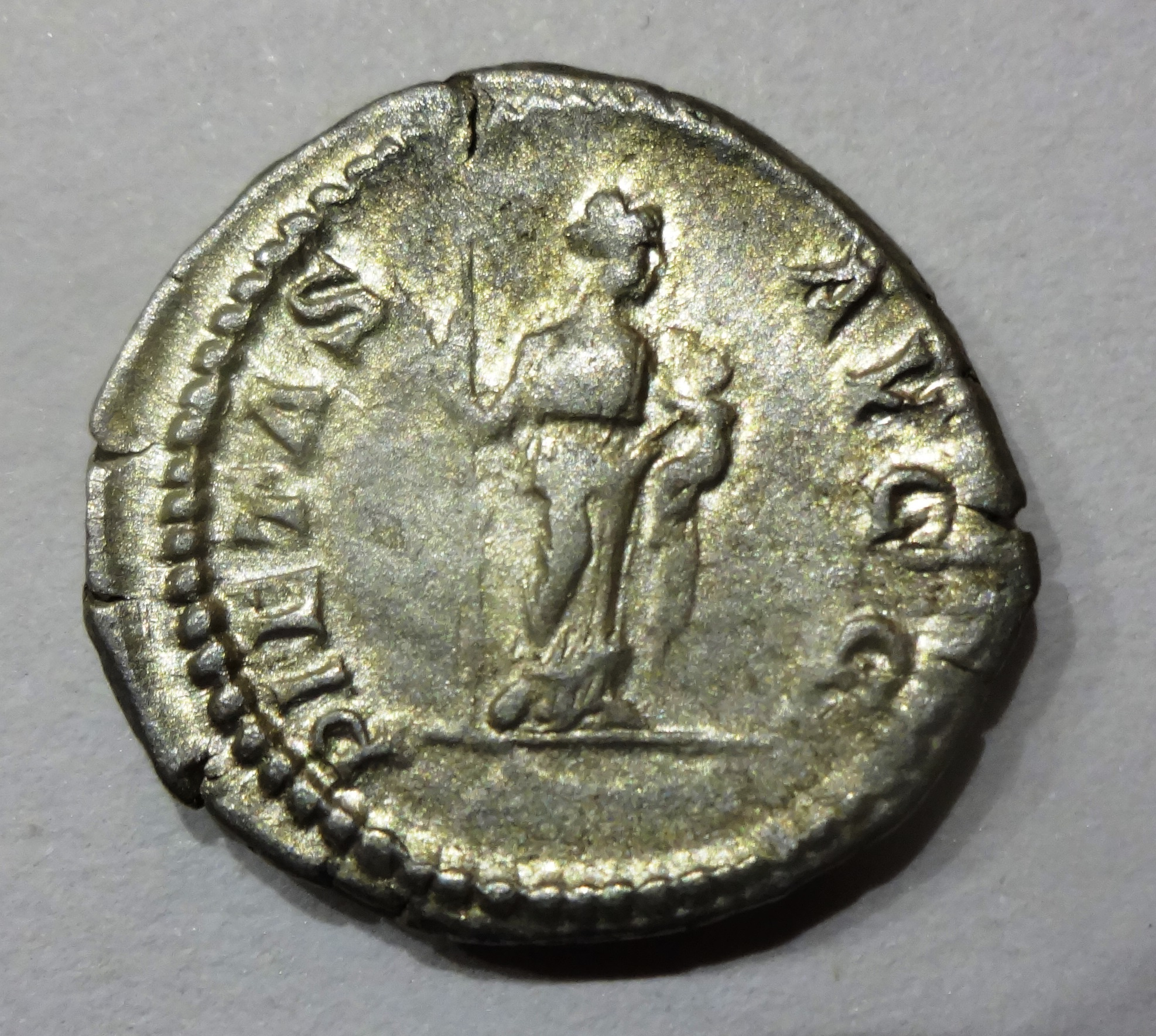
Pietas auf Denar der Plautilla, Rückseite

## Frömmigkeit in den Religionen
Das Phänomen Frömmigkeit findet sich in jeder Religion. Man kann zwischen innerer mystischer und expressiver ekstatischer Frömmigkeit unterscheiden.
In der Regel drückt sich Frömmigkeit einerseits religiös in Gebet, Opfer, der (regelmäßigen) Teilnahme an (Kult-)Handlungen, und andererseits praktisch in respektvollem und barmherzigem Umgang mit den Lebenden und Toten aus. Die Bedeutung der Ausübung des Glaubens und die Anforderungen an den einzelnen Gläubigen können stark variieren.
Bereits im antiken Rom umfasst die pietas die äußere kultische Handlung und die ihr zugrunde liegende innere Gesinnung. (Cicero: De domo sua)

### Judentum
Im Tanach und somit im Alten Testament macht die Gottesfurcht den Kern der Frömmigkeit aus. Scheu vor dem strafenden, zürnenden Gott und Jubel über sein Erbarmen kennzeichnen die innere Haltung Israels im Tanach. Abraham gilt als der Idealtypus der israelitischen Frömmigkeit, die aus der Bewährung in der Tat gepaart mit Demut und Gottvertrauen besteht und in völlige Hingabe mündet. Das Buch der Sprichwörter bezeichnet die Gottesfurcht als den „Anfang der Weisheit“. (Spr 9,10 )
Im späteren Judentum ist der Frömmigkeitsbegriff eng mit dem Begriff der Gesetzestreue verbunden, was bedeutet, dass der fromme Jude sich an die Vorschriften und Gesetze seiner Vorväter, in erster Linie, wie sie in der Tora festgehalten sind, hält, z. B. den Sabbat einzuhalten, die Reinheitsgebote genau zu beachten, zu fasten, Almosen zu geben usw. Dieser Frömmigkeitsbegriff, den die Pharisäer vertraten, führte – falsch verstanden – zur Gesetzesfrömmigkeit, die aus rein formalem Gehorsam bestand und durch deren Einhaltung sich gewisse Menschen berechtigt fühlten, Gott gegenüber auch Ansprüche zu stellen. Allerdings wird so eine Haltung von fast allen jüdischen Autoritäten abgelehnt – das Einhalten des Gesetzes ist ihnen zwar in der Tat sehr wichtig, ersetzt aber keineswegs die nötige innerliche Haltung gegenüber Gott. Im Ostjudentum der frühen Neuzeit entwickelte sich die ekstatische Frömmigkeit des Chassidismus.

### Christentum
Im Neuen Testament finden sich viele Belege dafür, dass Jesus Christus sich deutlich gegen eine rein äußerliche Gesetzesfrömmigkeit aussprach, vor allem gegenüber den Pharisäern (etwa (Mt 23,28 )).
In der alten Kirche galt vor allem die Lebensform der Eremiten, geweihten Jungfrauen oder in den späteren Konventen als Ausdruck der Hingabe an Christus und gelebter Frömmigkeit. Erst im Laufe der Zeit erweiterte sich das Verständnis der Frömmigkeit dahin, dass jeder Gläubige als fromm gelten könne, ohne dass seine Frömmigkeit an bestimmte äußere Gegebenheiten gebunden sein müsse. In der katholischen Kirche wird die Frömmigkeit zu den Gaben des Heiligen Geistes gezählt.
Seit der Aufklärung wurde, vorwiegend im Protestantismus, immer mehr die „Innerlichkeit“ betont. Sie lebt aus dem Glauben des einzelnen, der auch im „stillen Kämmerlein“ seine Frömmigkeit leben könne. Hieraus entstand im 18. Jahrhundert die große Bewegung des Pietismus, die in ihren Anfängen ganz von dieser persönlichen, privaten Frömmigkeit geprägt war. Jeder müsse vor sich selbst und seinem Schöpfer vertreten, wie intensiv und wahrhaftig er seinen Dienst für Gott und die Menschen versehe. Im 19. Jahrhundert wurde Frömmigkeit noch weiter verengt als „Bestimmtheit des Gefühls“, so Schleiermacher.
Die Frömmigkeit der einzelnen Gläubigen kann also sehr unterschiedlich sein, bezieht sich aber immer auf Gott und schließt die Teilhabe an der christlichen Gemeinschaft ein.